# فوقس شيراردي
فوقس شيراردي (الاسم العلمي: Fucus sherardii) هو نوع من الطلائعيات يتبع جنس الفوقس من الفصيلة الفوقسية.